# 萬根里德
萬根里德（Wangenried）是瑞士的城鎮，位於該國中西部，由伯恩州負責管轄，面積2.91平方公里，六成半土地是農業用地，海拔高度473米，2011年人口407，人口密度每平方公里140人。
47°13′09″N 7°39′14″E / 47.2192°N 7.6539°E